# 章敞
章 敞（しょう しょう、1376年11月14日 - 1437年12月4日）は、明代の官僚。字は尚文、号は質庵。本貫は紹興府会稽県。

## 生涯
章昇の子として生まれた。1404年（永楽2年）、進士に及第し、翰林院庶吉士に任じられた。段民・吾紳らとともに文淵閣に入り、『永楽大典』の編纂事業に参加した。1412年（永楽10年）冬、刑部主事に任じられた。1413年（永楽11年）、『四書大全』・『五経大全』・『性理大全』の編纂事業に参加した。京師に近い西山の盗賊が摘発され、数百人が逮捕された。章敞はその冤罪を察知して、言葉遣いの違う一人を留めて、残りの者は全て放り出した。翌日になって尋問すると、留めた者が盗賊であり、残りの者はやはり無実であった。1416年（永楽14年）、章敞は刑部員外郎に進み、奉議大夫の位を受けた。まもなく刑部郎中に進んだ。父が死去したため、章敞は辞職して喪に服した。喪が明けて官に復帰すると、吏部考功郎中に転じた。1425年（洪熙元年）、母が死去したため、章敞は辞職して喪に服した。宣徳初年、喪が明けて官に復帰すると、吏部験封郎中に転じた。
1431年（宣徳6年）、章敞は行在礼部右侍郎に抜擢され、嘉議大夫の位に進んだ。徐琦とともにベトナムへの使節として赴き、黎利に権国事の命を下すことになった。黎利は人を派遣して戯けた態度で詔書を受け取ろうとした。章敞は黎利を叱責し、下座につかせて勅命を聞かせた。帰国にあたって、黎利が手厚い贈物を持たせようとしたが、章敞は受け取らなかった。1434年（宣徳9年）、黎利が死去して、子の黎麟が後を嗣ぐと、章敞は再びベトナムへの使節として赴いたが、贈物を受け取らないことは以前のとおりであった。1435年（宣徳10年）、礼部左侍郎に進んだ。1437年（正統2年）12月4日、死去した。享年は62。著書に『質庵稿』1巻があった。
子に章瑾があり、官を歴任してやはり礼部侍郎に上った。